# Русколенка-Парцеле
Русколенка-Парцеле (пол. Ruskołęka-Parcele) — село в Польщі, у гміні Анджеєво Островського повіту Мазовецького воєводства.
Населення — 195 осіб (2011).
У 1975-1998 роках село належало до Ломжинського воєводства.

## Демографія
Демографічна структура станом на 31 березня 2011 року:
|          | Загалом | Допрацездатний вік | Працездатний вік | Постпрацездатний вік |
| -------- | ------- | ------------------ | ---------------- | -------------------- |
| Чоловіки | 97      | 23                 | 59               | 15                   |
| Жінки    | 98      | 32                 | 42               | 24                   |
| Разом    | 195     | 55                 | 101              | 39                   |